# پیتر آلن (بازیکن فوتبال)
پیتر آلن (انگلیسی: Peter Allen؛ ۱ نوامبر ۱۹۴۶ - ۶ فوریهٔ ۲۰۲۳) بازیکن فوتبال اهل بریتانیا بود.
از باشگاه‌هایی که در آن بازی کرده‌است می‌توان به باشگاه فوتبال میلوال و باشگاه فوتبال لیتون اورینت اشاره کرد.